# Pohorka
Der Pohorka ist ein  Tafelapfel.
Die Sorte Pohorka entstand in Slowenien aus einer Kreuzung von Cox Orangenrenette und des Ontarioapfels. Die Frucht ist sehr gut zu lagern. Das Fruchtfleisch ist saftig, süßsäuerlich mit gutem Aroma. Pflückreif sind die Früchte im Oktober und von Dezember bis Juni genussreif.